# Besalú
Besalú est une commune de la comarque de Garrotxa dans la province de Gérone en Catalogne (Espagne).

## Géographie
La commune est située à l'extrémité des Pyrénées espagnoles, à proximité de la frontière française.

## Histoire
Elle fut entre 898 et 1112 un comté indépendant du même nom. Besalú est principalement connu pour son très bel ensemble historique et architectural. L'abbaye bénédictine fondée en 977 est dédiée à saint Pierre de Besalú. De 1017 à 1021, Guifré, le fils du comte Bernard Taillefer, est institué évêque de Besalú. Il s'y déroula un concile en 1077 se voulant dans la continuité de celui de Gérone (1068).
Les restes de la synagogue et d'un bain rituel de purification (mikvé) visibles près du fleuve Fluvià témoignent de la présence dans la ville d'une communauté juive jusqu'au début du XVe siècle.
Le pont fortifié fut érigé au XIIe siècle sur la rivière Fluvià. Il servait de péage pour entrer dans la Garrotxa pyrénéenne.
Le bourg a été classé pour l'abondance de ses édifices médiévaux.

## Politique et administration

### Liste des maires
| Période                                  | Période  | Identité                       | Étiquette                                      | Qualité |
| ---------------------------------------- | -------- | ------------------------------ | ---------------------------------------------- | ------- |
| 1979                                     | 1983     | Ricard Font Puigverd           | Independents per la Democracia i el Socialisme |         |
| 1983                                     | 1987     | Maria Roser Corominas Canadell | PSC                                            |         |
| 1987                                     | 1991     | Sebastià Pelachs Farcy         | Independents per Besalú                        |         |
| 1991                                     | 1995     | Joan Pelachs Rojals            | Unió Independent per Besalú                    |         |
| 1995                                     | 2019     | Lluís Guinó Subirós            | CiU                                            |         |
| 2019                                     | 2023     | Lluís Guinó Subirós            | JxCat                                          |         |
| 2023                                     | En cours | n/d                            | n/d                                            |         |
| Les données manquantes sont à compléter. |          |                                |                                                |         |

### Jumelages
- Arles-sur-Tech (France)[1]

## Population et société

### Démographie
| 1842  | 1857  | 1860  | 1877  | 1887  | 1897  | 1900  | 1910  | 1920  |
| ----- | ----- | ----- | ----- | ----- | ----- | ----- | ----- | ----- |
| 1 828 | 1 391 | 1 389 | 1 321 | 1 505 | 1 450 | 1 350 | 1 340 | 1 437 |

| 1930  | 1940  | 1950  | 1960  | 1970  | 1981  | 1991  | 2001  | 2011  |
| ----- | ----- | ----- | ----- | ----- | ----- | ----- | ----- | ----- |
| 1 276 | 1 262 | 1 219 | 1 285 | 1 798 | 2 091 | 2 098 | 2 032 | 2 417 |

| 2021  | - | - | - | - | - | - | - | - |
| ----- | - | - | - | - | - | - | - | - |
| 2 499 | - | - | - | - | - | - | - | - |

## Culture locale et patrimoine

### Lieux et monuments
- Vestiges de la collégiale Sainte-Marie de Besalú, ancienne chapelle du château des comtes de Besalú. La collégiale d'une communauté de chanoines réguliers a été fondée en 977 par le comte Miron qui a aussi été évêque de Gérone. La collégiale a été le siège d'un évêché éphémère créé en 1017 par le comte Bernard Taillefer pour son fils Guifré. Des travaux dans le château ont lieu en 1029. L'église a été consacrée en 1055[4]. En 1084, le comte Bernard III de Besalú a fait donation de l'église à l'abbaye Saint-Ruf d'Avignon. La voûte de la nef s'est écroulée en 1746. L'église est resté en ruines[5],[6].
- Le monastère Saint-Pierre de Besalú est cité dans des documents du IXe siècle. Le comte Miron dote richement le monastère en 977 et reconstruit l'église qui est consacrée en 1003. L'église a été entièrement construite au XIIe siècle[7],[8].
- Église Saint-Vincent de Besalú est citée dans des documents du Xe siècle et XIe siècle. Dans son état actuel, elle date de la fin de l'époque romane[9].
- Synagogue de Besalú dont il reste le mikvé.
- Pont de Besalú, un pont roman pittoresque construit au XIIe siècle, avec des arches et des tours de défense médiévales.
- Circusland, le seul musée de l'Europe consacré aux arts du cirque.
- Micromundi Museu de miniatures i microminiatures, présentant des monuments miniatures, disparu en 2020.

### Personnalités liées à la commune
- Oliva de Besalù (971-1046) : comte et religieux né à Besalú.

## Galerie de photos

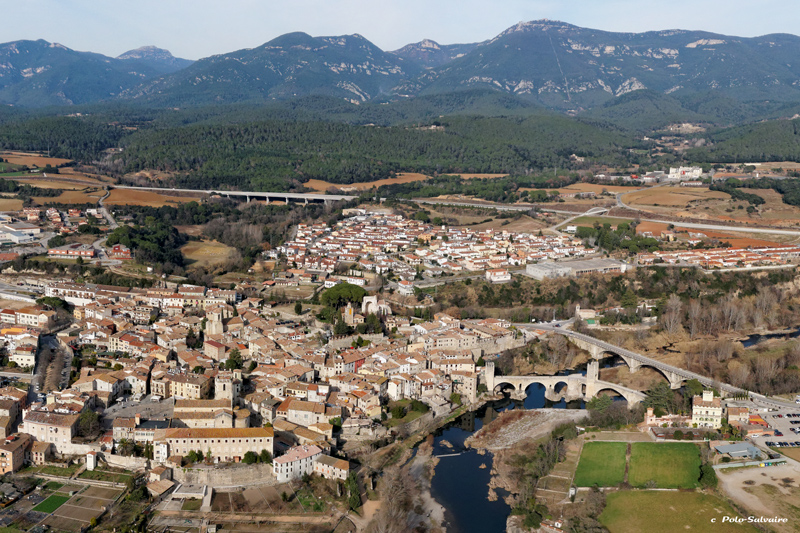
Vue aérienne de Besalù.
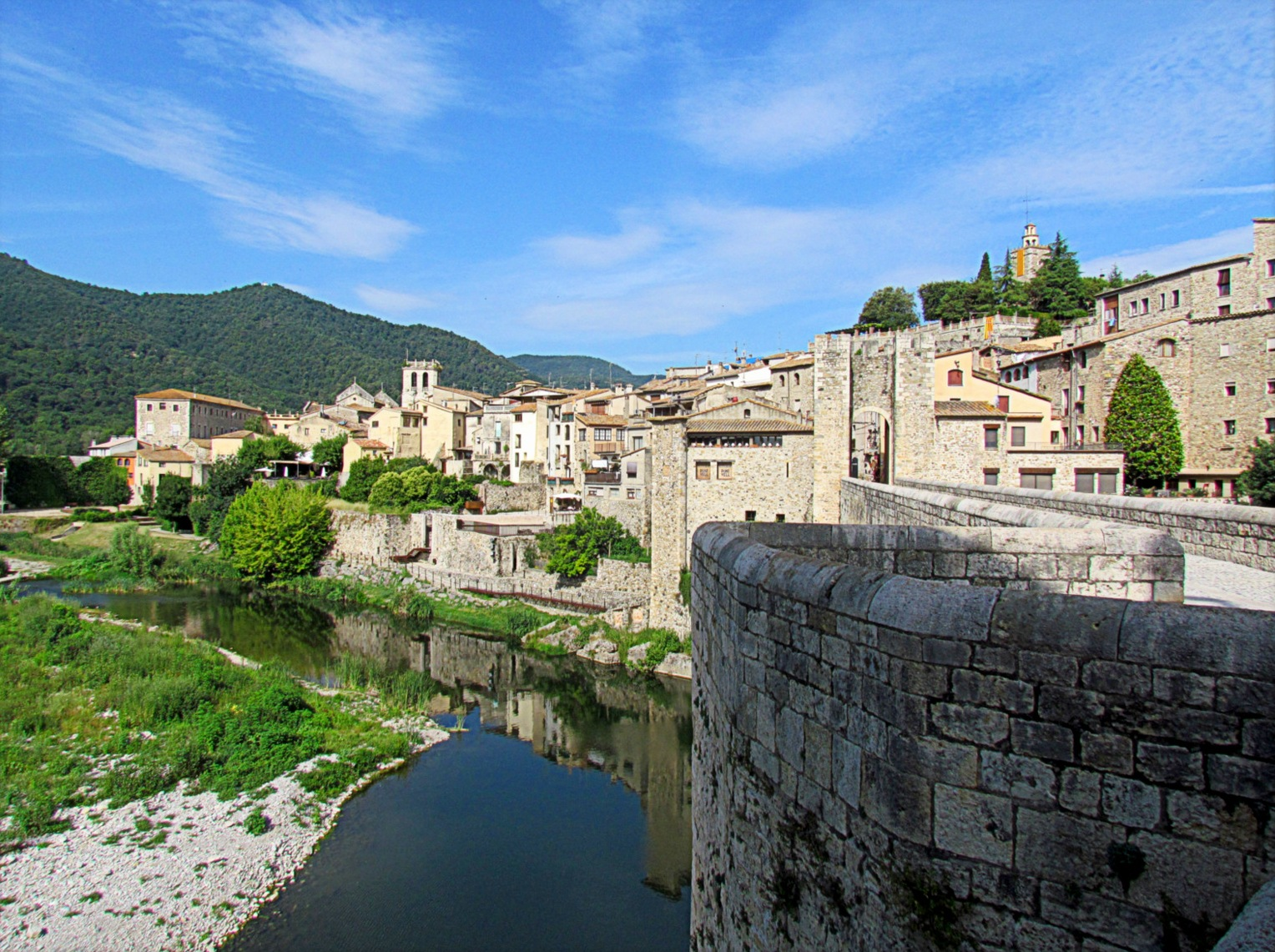
Vue sur le fleuve Fluvià et sur le village.
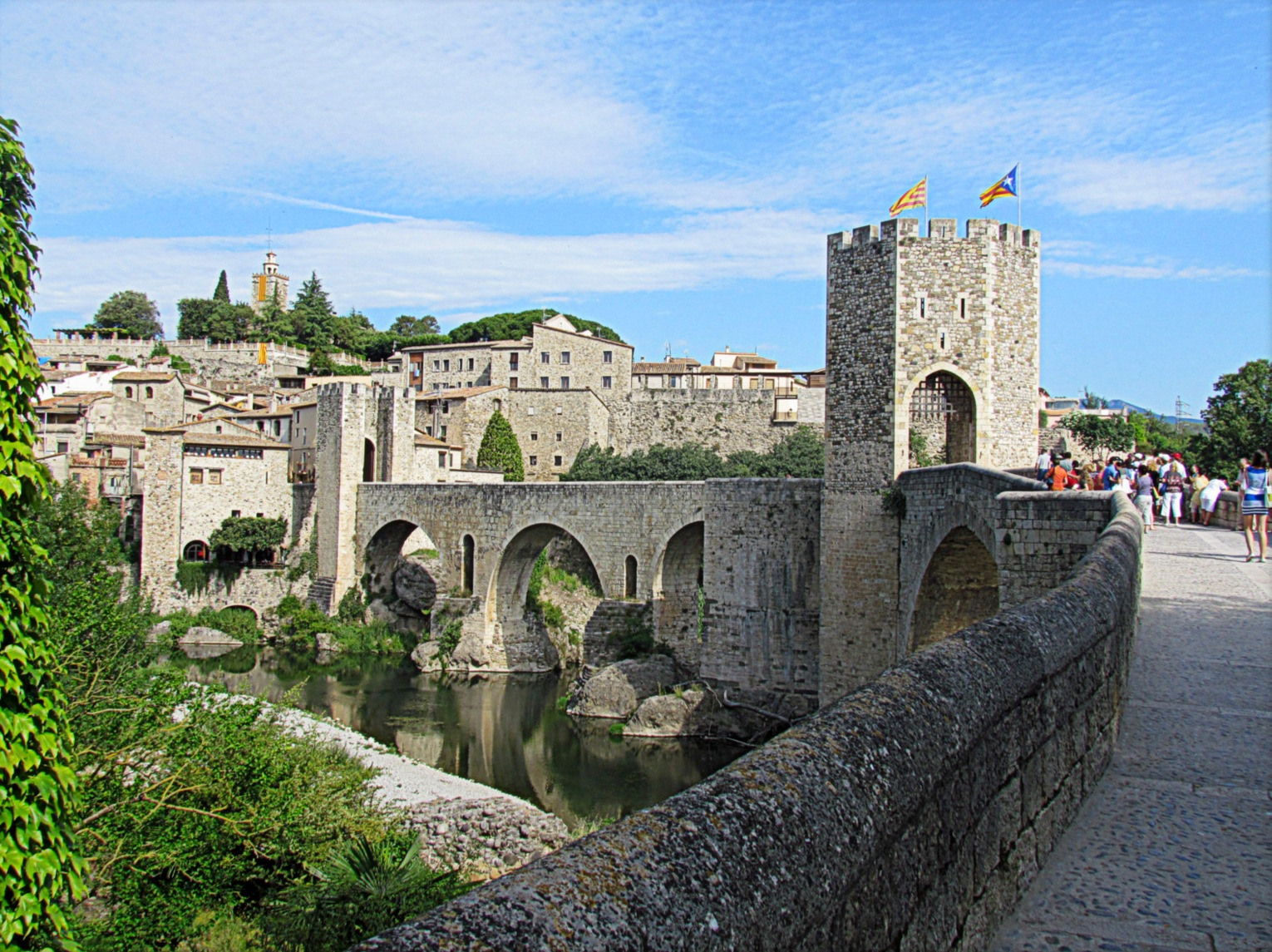
Pont fortifié.
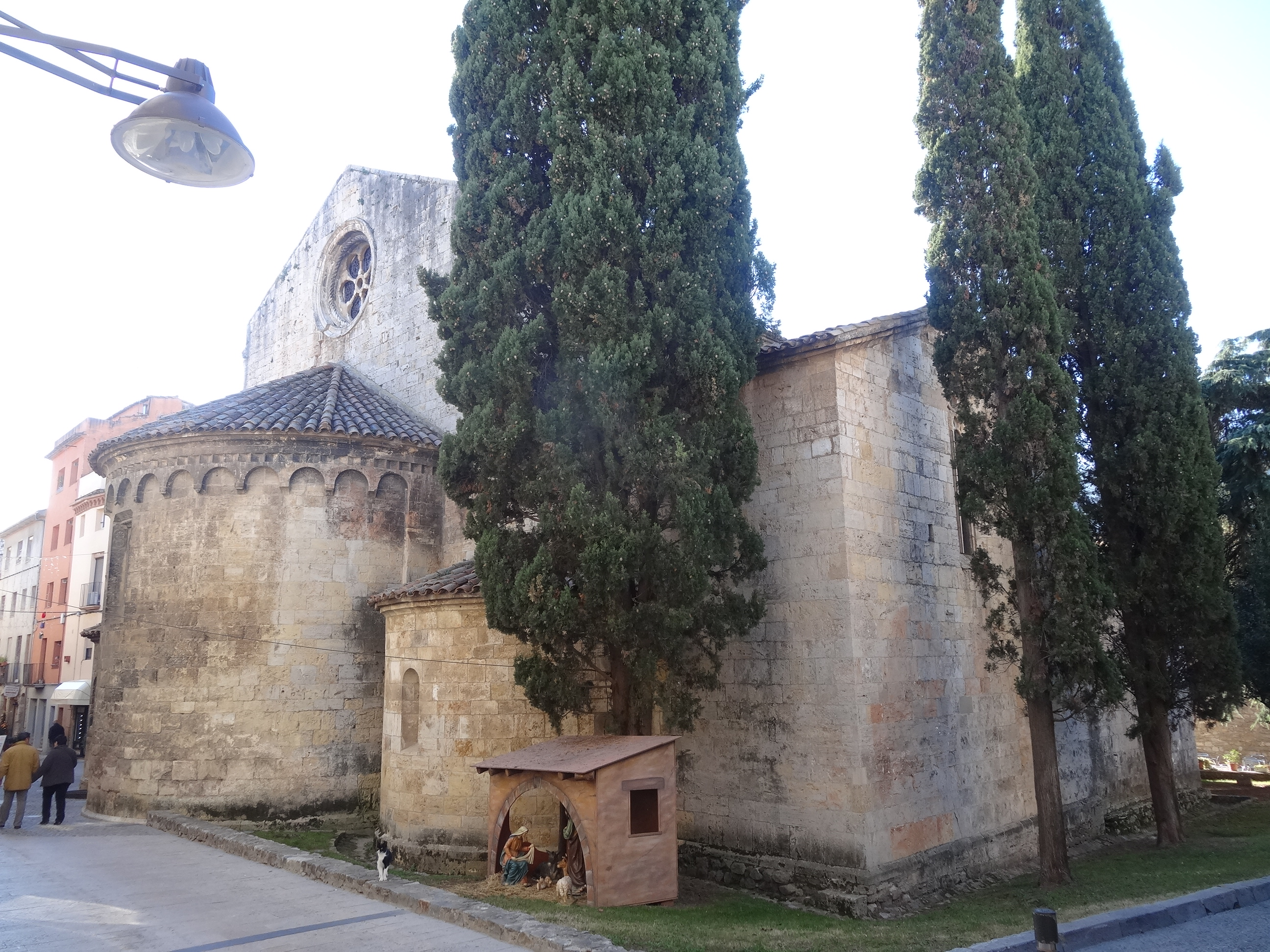
Église Saint-Vincent.
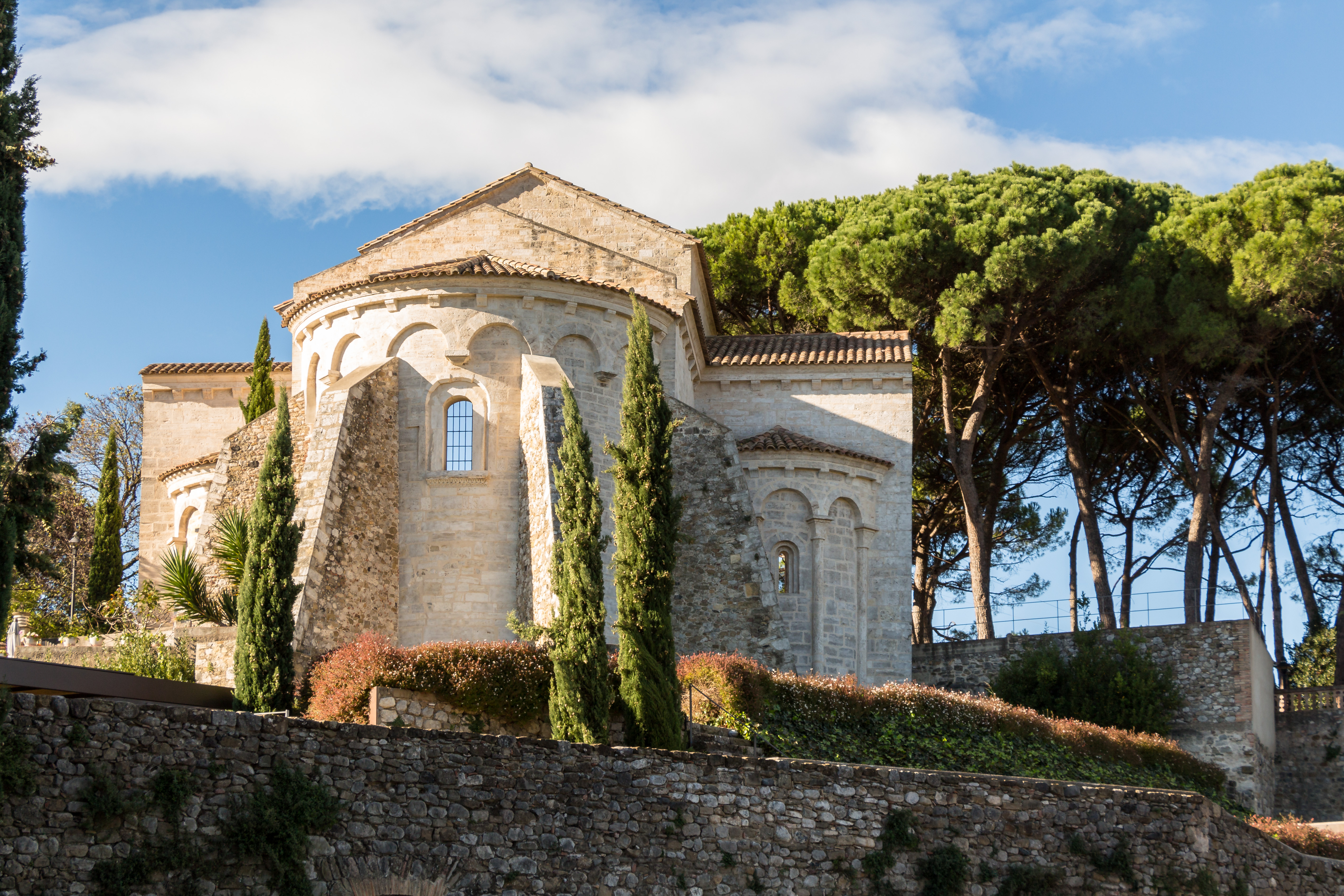
Église Sainte-Marie.
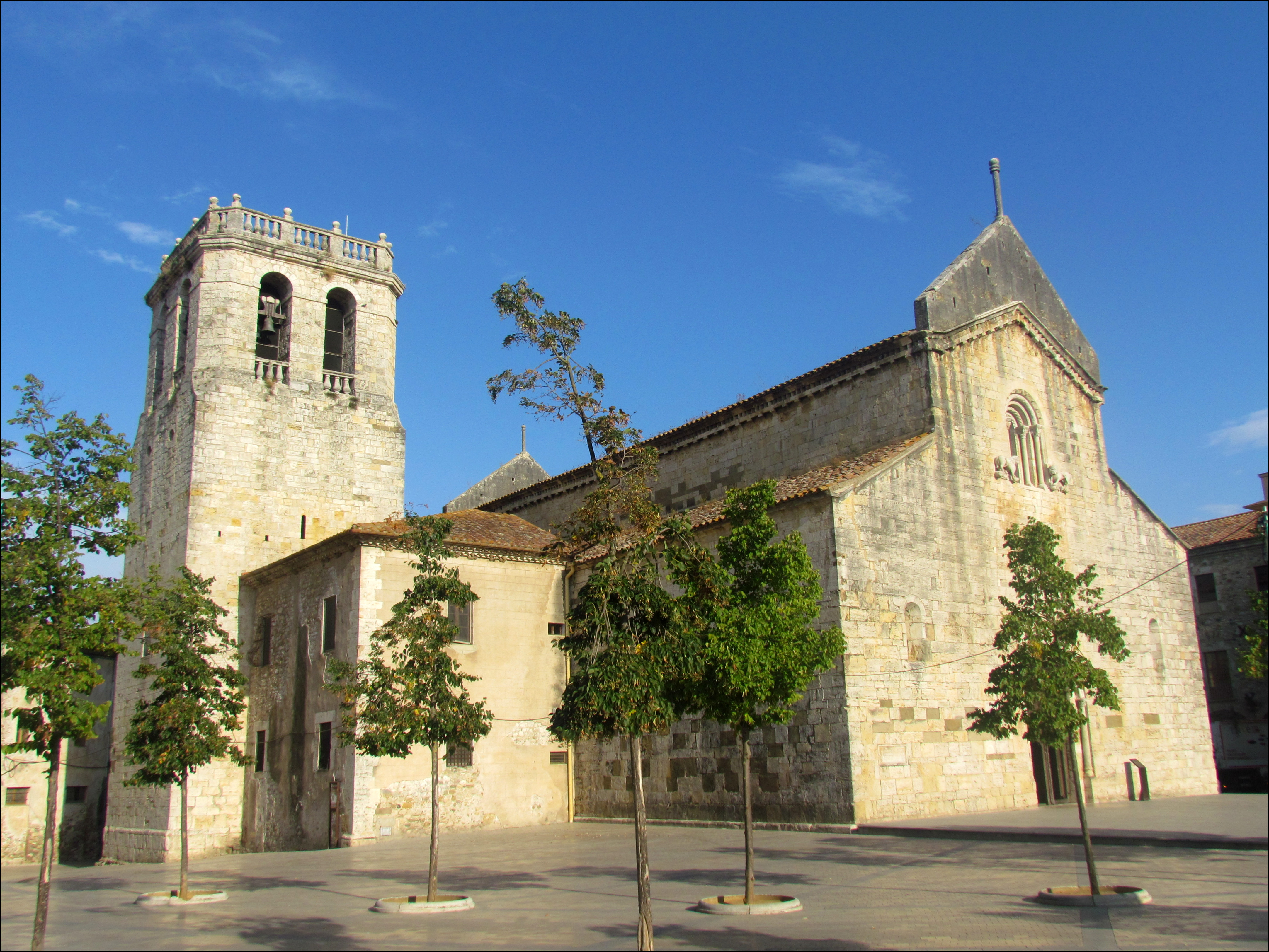
Église Saint-Pierre.
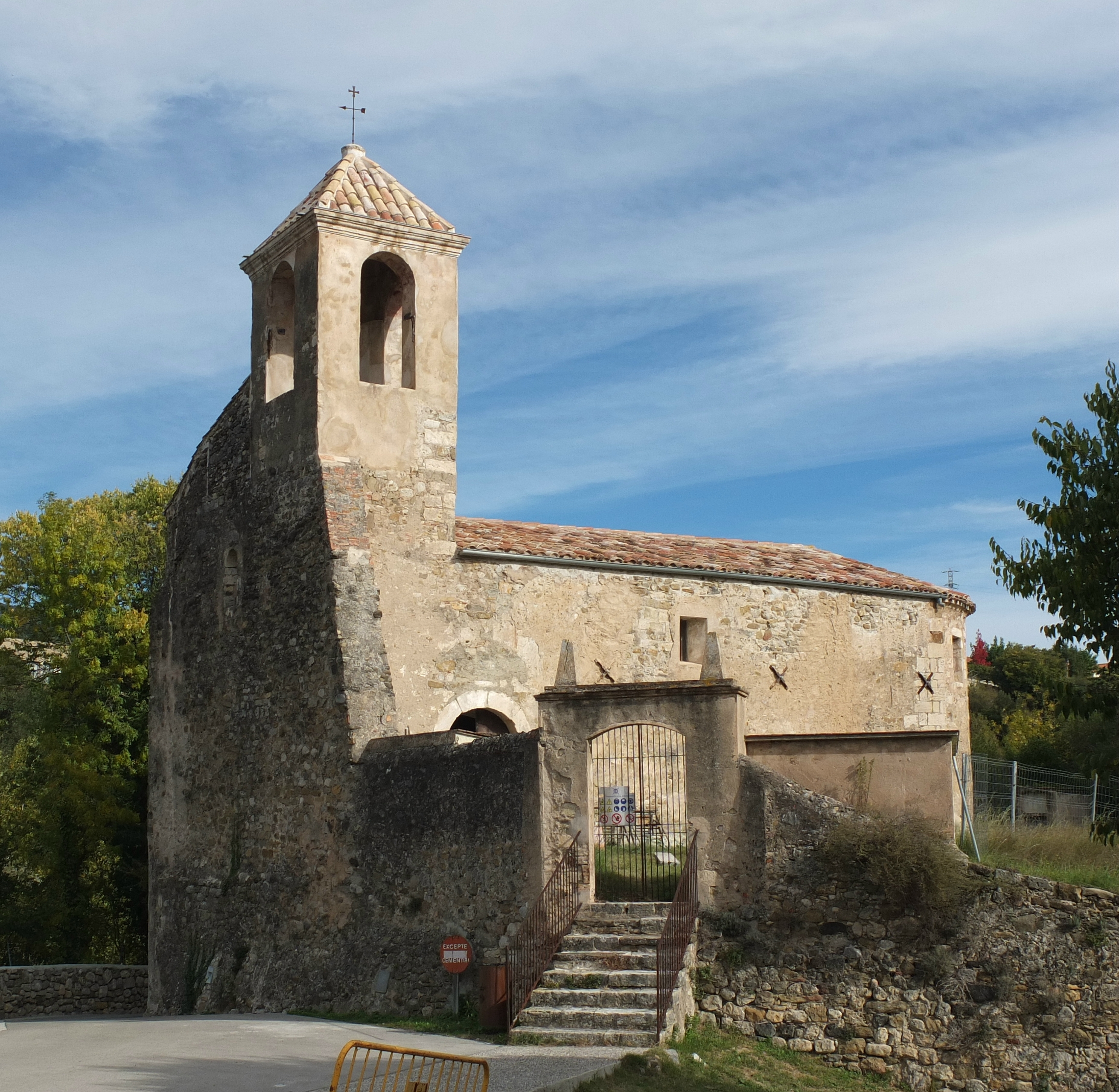
Église Saint Martin.
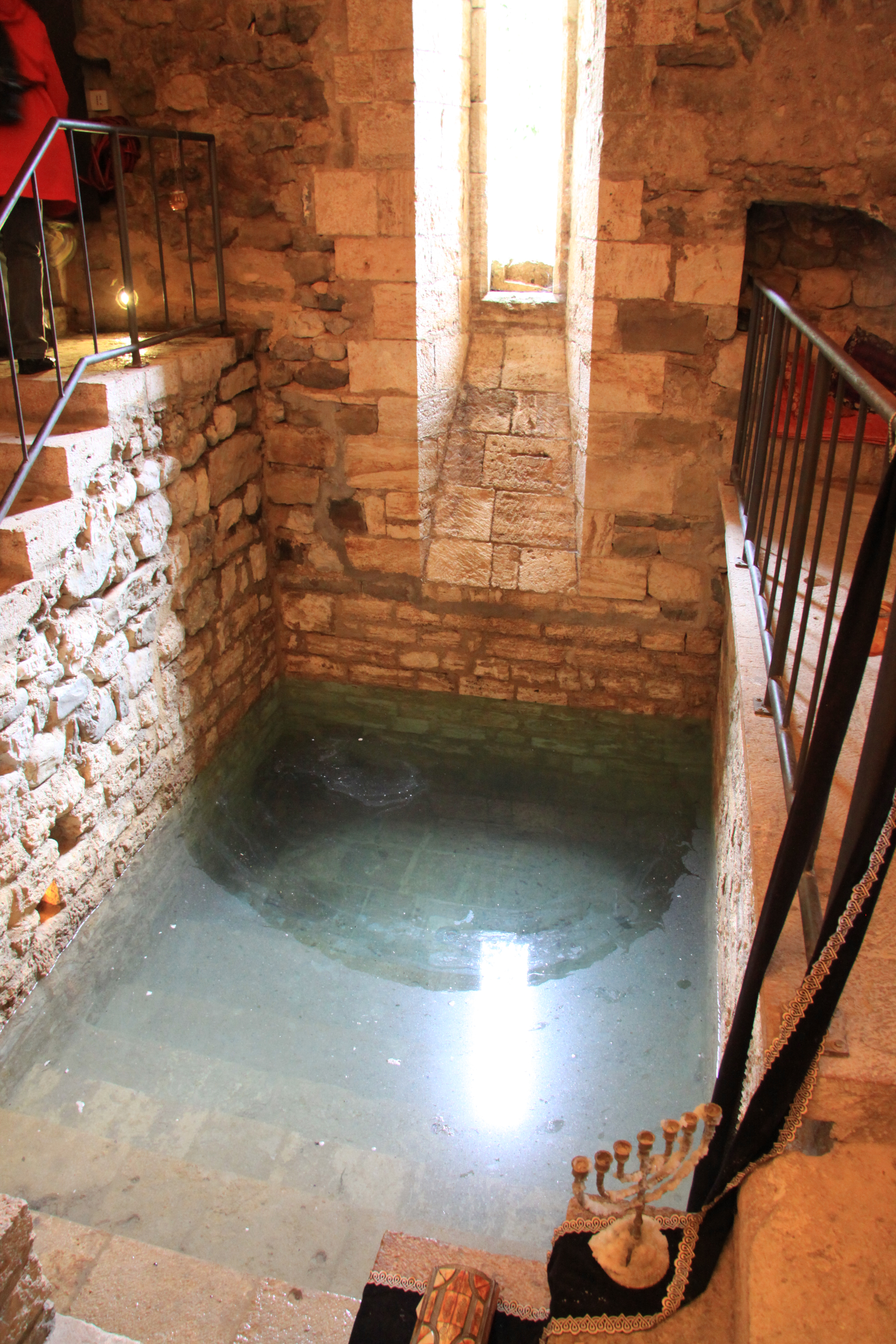
Mikvé de la synagogue